# Jaime Hilário
Manuel Barbal Cosan (2 de janeiro de 1888, Enviny, Diocese de Urgel, Província de Lérida, Espanha - 18 de janeiro de 1937, Bosque do Monte de La Oliva, perto do Cemitério de Tarragona, Espanha). Foi beatificado e canonizado pelo Papa João Paulo II, juntamente com os Santos Irmãos Mártires de Turón, respectivamente em 29 de Abril de 1990 e 21 de Novembro de 1999. Morreu em nome da fé e figura na lista dos mártires da Igreja Católica. É festejado em 28 de Julho.

## Vida e ações
Sua infância foi vivida num ambiente muito cristão. Trabalhou na lavoura e nas montanhas. Antes dos treze anos, ingressou no Seminário Menor de Urgel. Porém, em virtude de uma grave doença auditiva, teve de abandonar a carreira eclesiástica.
No começo de 1917, ingressou no Noviciado dos Irmãos das Escolas Cristãs, iniciando seus estudos e adotando o nome de Irmão Jaime Hilário. dedicou-se à vida de educador e catequista, percorrendo várias cidades da Espanha. Mesmo com todas as limitações, persistiu na sua missão.
Visitou, em uma das raras vezes que pôde, a família em meados de 1936. A 18 de Julho estourou a Guerra Civil Espanhola. Teve de se refugiar na casa de uma família conhecida em Mollerussa para que não fosse morto. Mesmo assim, foi preso e recolhido ao Cárcere Público de Lérida, sendo posteriormente enviado a Tarragona, onde ficou recluso em um "barco-prisão", com muitos outros religiosos, entre os quais seus antigos irmãos de Mollerussa.
Em 15 de Janeiro de 1937 foi citado perante o tribunal. Este lhe falou que constituísse um advogado, a que o Irmão Jaime respondeu: "Não cometi nenhum delito; não tenho necessidade de defesa". Os colegas de prisão insistiam com ele para afirmar que era simplesmente jardineiro do Colégio. Mas ele respondeu: "prefiro dizer toda a verdade; eu sou religioso lassalista". O mesmo ele fez dizer ao advogado que, aliás, foi indicado pelo júri. Apesar de o mesmo requerer o indulto, este lhe foi negado; 24 outras pessoas conseguiram a liberdade. Somente ele foi condenado, pelo único fato de ser religioso.
Em 18 de Janeiro de 1937, às 15h30min, fuzilaram-no no Cemitério "La Oliva", em Tarragona. Mesmo após vários disparos, ele permaneceu de pé. O chefe, furioso, aproximou-se e acabou de matá-lo, atirando à queima-roupa na cabeça do santo, que ainda teve força para gritar: "Morrer por Cristo é viver, meus rapazes!".
O Irmão Jaime Hilário, como religioso, era exemplar: piedoso e fiel. Esta fidelidade, sua principal característica, lhe inculcava uma grande estima pela Congregação. Fidelidade à lealdade, à constância e ao apego à vocação. Suas cartas aos familiares estão repletas destas idéias e procurava comunicar esta fidelidade aos seus. Os escritos transpiram uma vivência de profundo amor a Deus.